# Bojo (náutica)
Bojo (também denominada barriga) é um termo da linguagem náutica que se refere à parte do casco de uma embarcação que fica submersa, após a carena, que é formada pelo parte quase horizontal do casco do fundo do navio e a quilha, forma-se após o alargamento em forma convexa dos bordos orientados no sentido da quase vertical do casco.